# Anton Zorich
Anton Zorich (em russo:  Антон Владимирович Зорич; Moscou, 1962) é um matemático russo.
Zorich obteve um doutorado na Universidade Estatal de Moscou, orientado por Sergei Novikov. É professor da Universidade de Rennes I. Foi dentre outros pesquisador visitante no Institut des Hautes Études Scientifiques e no Instituto Max Planck de Matemática.
Estudou superfícies fechadas com métrica plana. Uma hipótese de Zorich e Maxim Kontsevich sobre os expoentes de Lyapunov do fluxo de Teichmüller sobre o espaço módulo de diferenciais de Abel sobre superfícies de Riemann compactas foi provada por Artur Ávila e Marcelo Viana.
Em 2006 foi palestrante convidado ("Invited Speaker") no Congresso Internacional de Matemáticos em Madrid (Tema: "Geodesics on flat surfaces").
Não o confundir com seu pai Vladimir A. Zorich (nascido em 1937), professor da Universidade Estatal de Moscou, autor de um livro sobre análise matemática e do teorema de Zorich.

## Publicações
- com Maxim Kontsevich: Connected components of the moduli space of abelian differentials with prescribed singularities, Inv. Math. 153, 2003, 631-678, Arxiv
- com Kontsevich: Lyapunov exponents and Hodge theory, in Drouffe, Itzykson The mathematical beauty of physics, World Scientific 1997, 318-332, Arxiv
- com Alex Eskin, Howard Masur: Moduli spaces of abelian differentials: the principal boundary, counting problems and the Siegel-Veech constants, Publications de l´IHES, 97, 2003, 61-179, Arxiv
- Deviation for interval exchange transformations, Ergodic Theory and Dynamical Systems, 17, 1997, 1477-1499
- Finite Gauss measure on the space of interval exchange transformations. Lyapunov exponents. Annales de l´Institut Fourier, 46, 1996, 325-370
- Flat Surfaces, in Pierre Cartier u.a. Frontiers in Number Theory, Geometry and Physics, Band 1, Springer Verlag 2006 (basierend auf Vorlesungen in Les Houches und am ICTP in Triest), Arxiv